# João Covas Lima
João Manuel Pacheco Covas Lima (Coração de Jesus, Lisboa, 28 de Outubro de 1937 - 4 de Novembro de 2010), foi um médico português, que se destacou por ter desenvolvido a especialidade da radiologia no Sul do país.

## Biografia

### Nascimento e formação
Nasceu em 28 de Outubro de 1937, na antiga freguesia de Coração de Jesus, no concelho de Lisboa. Fazia parte de uma distinta família do Baixo Alentejo, tendo o seu pai, António Covas Lima, exercido igualmente como médico. Fez os estudos secundários em Beja, no Liceu Nacional.
Licenciou-se em medicina e cirurgia na Faculdade de Medicina de Lisboa, onde apresentou a tese Contribuição para o estudo do aspergiloma
bronco-pulmonar. Cumpriu o internato complementar e a admissão a assistente graduado no Serviço de Radiologia do Hospital de Santa Maria, sob o professor doutor Ayres de Sousa. Entre 1962 e 1968, foi assistente durante vários anos na Faculdade de Medicina, na disciplina de Semiótica Radiológica, convidado por Ayres de Sousa. 

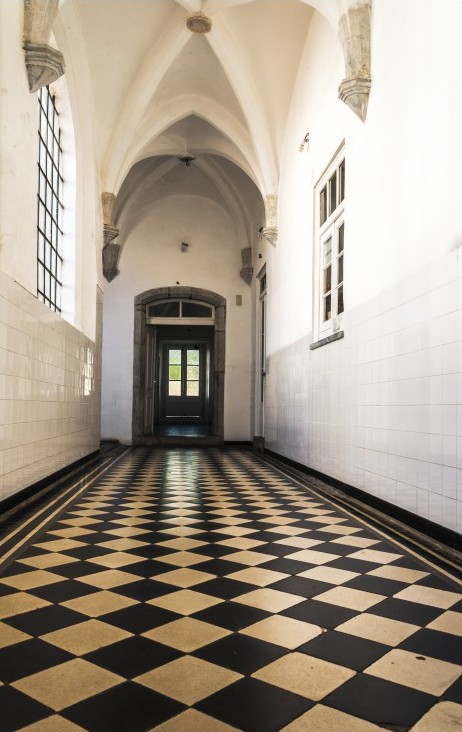
Interior do Hospital da Misericórdia, em Beja.

### Carreira profissional
Enveredou pela carreira na medicina com o intuito de suceder ao seu pai, igualmente médico, no acesso aos cuidados de saúde por parte das populações do Alentejo, e para combater doenças endémicas na região, como a tuberculose e a hidatidose, e doenças profissionais como a Silicose. Em 1963 tornou-se no médico da Casa do Povo de São Matias, posição que ocupou durante cerca de 23 anos, até 1986. Entre 1966 e 1968 cumpriu o serviço militar em Moçambique, tendo recebido um louvor em 1965.
Em 1968 integrou-se na Ordem dos Médicos, como especialista em radiodiagnóstico. Nesse ano também fundou e dirigiu o Centro de Medicina Desportiva de Beja, e começou a colaborar como radiologista nos hospitais de Santiago do Cacém, Alcácer do Sal, Elvas, e no Hospital da Santa Casa da Misericórdia em Beja. No Hospital Distrital de Beja, foi director clínico de 1970 a 1986, e director do serviço de radiologia de 1970 a 1996.
A sua matriz profissional reuniu os médicos Ayres de Sousa, António Covas Lima e Manual Marques da Costa. Na década de 1970 fez parte de um grupo para a reorganização e desenvolvimento dos serviços de saúde do Baixo Alentejo, em conjunto com Jacinto Brito Lança e Horácio Carvalho Flores, tendo sido homenageados com a medalha de Ouro de Mérito do Ministério da Saúde, pelo ministro da Saúde, Correia de Campos. Também participou no programa Serviço Médico à Periferia desde a sua génese em 1975, como coordenador distrital, tendo feito parte da comissão instaladora para a Escola de Enfermagem de Beja, em 1976. Em 1977 integrou-se na Administração Distrital de Saúde, como representante dos hospitais no Distrito de Beja. Em 1978 tornou-se director do internato médico no Hospital Distrital de Beja, e desde esse ano até 1996, lançou o Ensino Pós-Graduado – Internato de Radiologia naquele estabelecimento de saúde, que resultou na formação de dezoito médicos radiologistas. Em 1980, promoveu e criou o Sistema Radiográfico de Base, tendo conseguido equipar os Centros de Saúde no Distrito de Beja com unidades de radiologia, iniciativa que na Década de 1980 pensou em modelar. Este sistema foi apresentado em 1983 na Organização Mundial de Saúde, em Copenhaga. Em conjunto com o Instituto de Clínica Geral da Zona Sul, foi responsável, durante alguns anos, por ensinar os cursos de interpretação radiológica em cuidados de saúde primário, em Beja, Angra do Heroísmo e Funchal. Em 1996 tornou-se presidente do conselho geral do Hospital José Joaquim Fernandes, em Beja. Reformou-se em 1997.
Reconhecido pela sua oratória desde o seu percurso na Faculdade de Medicina, colaborou em diversas assembleias e tertúlias.

### Falecimento e família
Faleceu em 4 de Novembro de 2011, no concelho de Beja. O funeral teve lugar no dia seguinte, na Igreja Paroquial do Carmo, tendo sido enterrado no cemitério de Beja. Estava casado com Maria Fernanda Vidal de Sá e Sousa Covas Lima. Teve uma filha, Alexandra Covas Lima, que também exerce como médica radiologista.
Fez parte de várias associações científicas, tanto em Portugal como no estrangeiro, como a Sociedade Portuguesa de Radiologia e Medicina Nuclear, onde foi sócio honorário e exerceu como vice-presidente, em 1987. Foi membro da Sociedade de Ciências Médicas, Sociedade Portuguesa de Ortopedia e Reumatologia, Sociedade Portuguesa de Reumatologia, Sociedade Portuguesa de Medicina Desportiva, Sociedade Europeia de Radiologia, e do Colégio Internacional de Angiologia.
Também participou várias organizações sociais, recreativas, culturais e humanitárias, colaborou em diversos programas de educação na saúde para a Rádio Pax, e escreveu crónicas semanais para o periódico Diário do Alentejo, que foram reunidas nos livros Opiniões, de 1990, e Torre de (Ho)menagem - Crónicas de um Homem do Alentejo, tendo as receitas deste último sido oferecidas aos Bombeiros de Beja. Também foi cronista do periódico desportivo O Ás. Dirigiu o Despertar Sport Clube e o Clube Desportivo de Beja, e presidiu à Assembleia Geral do Núcleo Sportinguista de Beja e da Associação de Futebol de Beja. Foi vice-presidente do Núcleo de Beja da Liga dos Combatentes, e presidente da direcção da assembleia geral da Associação Humanitária dos Bombeiros Voluntários de Beja e da Associação Humanitária dos Dadores de Sangue de Beja.

## Homenagens
Em 1981 recebeu a Medalha de Mérito da Direcção Geral dos Desportos. Em 1986 foi homenageado em São Matias pela sua carreira como médico da Casa do Povo, em 1988 foi condecorado como Irmão Benfeitor da Irmandade da Santa Casa da Misericórdia de Elvas. Em 1991, recebeu o Diploma de Honra do Governo Civil de Beja, e no ano seguinte foi premiado com a Medalha de Prata de Mérito Municipal da Câmara Municipal de Beja, e a Medalha de Mérito de duas estrelas da Associação Humanitária dos Bombeiros Voluntários de Beja. Em 2006, foi homenageado pela autarquia de Santiago do Cacém.
Foi por diversas vezes homenageado pelo Ministério da Saúde, tendo recebido a Medalha de Ouro de Serviços Distintos em 2006, e um louvor na altura da sua reforma. Também foi condecorado com a Medalha da Administração Regional de Saúde do Alentejo, em 2003, e em 2016 foi honrado, a título póstumo, com a Medalha de Honra da Ordem dos Médicos. Em 1993, recebeu o Diploma de Mérito da Associação Internacional de Hidatidologia, da Organização Mundial de Saúde.
Em 2011, a Câmara Municipal de Beja fez-lhe uma homenagem póstuma. O seu nome foi colocado no auditório da nova sede da Associação de Futebol de Beja, inaugurado em 12 de Dezembro de 2012, devido ao seu contributo para o desenvolvimento do futebol no Alentejo. Em 9 de Maio de 2013, foi homenageado pela autarquia de Beja, no âmbito do programa do mês da cidade. Em 2014 foi colocado o nome de Instituto de Imagiologia Drs. António e João Covas Lima no consultório de radiologia, fundado pelo seu pai em 1933. Em 2015 foi publicado o livro De Lisboa a Beja – Crónicas Daí, Escritas Daqui, de Luís Covas Lima, cujas receitas foram doadas à Cercibeja - Cooperativa de Educação e Reabilitação de Cidadãos Inadaptados.
Em 31 de Março de 2017, o nome de Dr. João Covas Lima foi colocado no Serviço de Imagiologia do Hospital José Joaquim Fernandes.